# Gliese 251
Gliese 251 (GJ 251) es una estrella que se encuentra a 18,15 años luz de distancia del sistema solar. Situada en la constelación de Géminis, es la estrella más próxima en esta constelación.
Se localiza cerca del límite con Auriga a 49 minutos de arco de la brillante θ Geminorum, aunque debido a su débil brillo —magnitud aparente +9,89— no puede ser observada a simple vista.
La estrella conocida más cercana a Gliese 251 es QY Aurigae, distante 3,50 años luz.
Gliese 251 es una enana roja de tipo espectral M4.0V con una temperatura efectiva de 3250 K. De características semejantes a las componentes del sistema Struve 2398, a diferencia de estas no existe constancia de que Gliese 251 sea una estrella fulgurante.
Gliese 251 tiene una masa entre 0,35 y 0,37 masas solares, y su radio equivale al 45 % del radio solar.

Gira sobre sí misma con una velocidad de rotación proyectada de 2,4 km/s.
Su metalicidad es inferior a la solar, siendo su abundancia relativa de hierro aproximadamente el 70 % de la existente en el Sol.
Observaciones en longitudes de onda infrarrojas descartan la existencia de un disco de polvo a su alrededor.